# Vincens Lunge
 Der er for få eller ingen kildehenvisninger i denne artikel, hvilket er et problem. Du kan hjælpe ved at angive troværdige kilder til de påstande, som fremføres i artiklen.

Vincens Vincentsen Lunge (Dyre) (født 1483 i Danmark – 3. januar 1536 i Trondhjem, Norge), til Lundestad og Lungegaarden, var en fremtrædende adelsmand, som var medlem af rigsrådet i begge riger og kong Christian III's vigtigste repræsentant i Norge. Vincents far overtog sin kone Kirsten Tygesdatters slægtsnavn (Lunge), men brugte Dyre slægtvåbnet med to hvide vesselhorn i blåt felt og samme mærke på hjelmen, og var dermed stamfader til de såkaldte "nye Lunge'r".
Vincents Vincentsen var gift med Margrethe Nielsdatter Gyldenløve (c.1495-efter 1565), datter af Norges rigshofmester Niels Henrikssen Gyldenløve (c.1455-1523) til Austrått og Ingerd Ottesdotter Rømer (c.1475-1555), en af datidens mest magtfulde godsejere i Norge og kendt for sin politiske aktivitet.
Under Frederik 1. blev Vincens Lunge sendt af sted til Vestlandet, for at få denne landsdel til at indordne sig under den nye konge. Men for at kunne gennemføre dette, måtte Lunge godtage strenge krav fra det norske rigsråd. For det første krævede rigsrådet, at ingen, som ikke var af norsk herkomst, kunne sidde som høvedsmand på norske fæstninger eller norske len. For det andet underkendte rigsrådet alle kongens dispositioner som ugyldige, før kongen havde undertegnet sin håndfæstning.
I 1528 overtog Lunge cistercienserklosteret Nonneseter og alle dets jordegods.
Det fortælles også, at Vincens Lunge røvede et større parti tørfisk i Finnmark fra ærkebiskopens stedfortræder, Per Hemmingsen. For denne ugerning blev Lunge arresteret og dødsdømt for påstået misbrug af sin myndighed. Men mest sandsynligt hjalp ærkebiskoppen ham ud af krisen.
Han blev dræbt i Trondheim i julen 1535 efter ordre fra ærkebiskop Olav Engelbrektsson.